# Promachus marcii
Promachus marcii là một loài ruồi trong họ Asilidae. Promachus marcii được Macquart miêu tả năm 1838. Loài này phân bố ở miền Ấn Độ - Mã Lai.